# Ясенка-Стецьова
Ясенка-Стецьова — село в Україні, в Самбірському районі Львівської області. Населення становить 278 осіб. Орган місцевого самоврядування — Турківська міська рада.